# 臺灣守備混成旅團

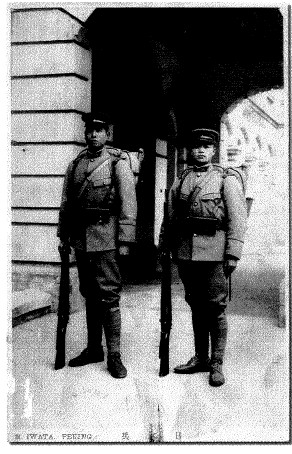
臺灣守備混成旅團士兵

臺灣守備混成旅團是成立於1896年4月6日的日本陸軍混成旅團，由第一（台北）、第二（台中）、第三（台南）守備混成旅團組成，全軍隸屬臺灣總督府。該旅團主要負責乙未戰爭後的台灣守備及「鎮壓匪徒」工作，兵力約為20,000人。台灣守備混成旅團雖名為「台灣」，但實際成員均來自日本本土東京、大阪等各地軍人。而這類型「靜態守備」的特殊軍隊編制，不但為首創，也兼具實驗性質。1907年8月，該旅團於廢止所屬六步兵聯隊之後，重新縮編成台灣守備隊。1919年，因台灣總督轉為文官，台灣守備隊則再整編為臺灣軍，另派台灣軍司令官。
另外，名稱相近的此類型台灣混成旅團，直到1939年才重新出現，並於改制前後參加了中日戰爭的武漢會戰與南洋戰爭等戰爭。不過二戰期間的台灣混成旅團，在名稱、功能與編制上，均以台灣守備混成旅團大相逕庭，編成也參雜了來自台灣的兵員，尤其是臺灣原住民族。

## 背景

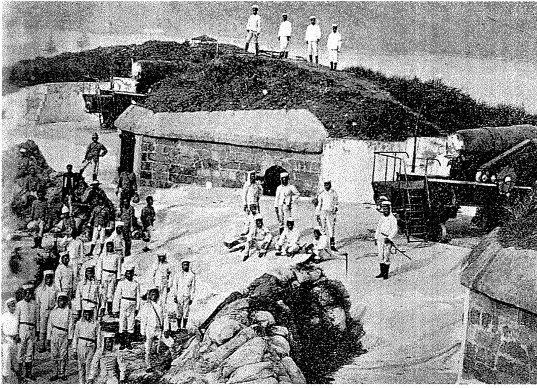
日軍攻下基隆炮台

1894年的甲午戰爭，清朝戰敗並簽下了馬關條約。該條約中，清朝將台灣割給日本。1895年夏初，日軍在台灣北部的澳底登陸。同年秋末攻下台南。而這場稱為乙未戰爭的日臺戰事，從1895年5月29日日軍登陸，到10月22日控制台灣全境，整整約略持續了5個月。這期間，日本於台北設立臺灣總督府，並任命負責攻台全權事宜的海軍大將樺山資紀擔任臺灣總督。
隨著局勢漸趨掌控，日軍從1895年11月開始抽離攻台的精銳部隊35,000人，首先渡船回國的是近衛師團。翌年，則陸續調離日本第二師團兵士。不過，礙於台灣島內零星游擊頻仍，日軍仍預計於台灣北、中、南三地佈置戰術兵力，以協助憲警維護治安與制止反日抗爭。而這些以守備為主，分據台北、台中、台南三地方的20,000人軍隊即為台灣守備混成旅團。

## 組成
1896年4月6日，日本明治政府公佈《臺灣守備混成旅團司令部條例》，規定台灣全地設數個台灣守備混成旅團，並分設司令部。旅團司令由陸軍少將擔任，並直接隸屬於台灣總督府之台灣總督。條例中還明確規定，旅團任務為掌管台灣治安及「鎮壓匪徒」。為了確保此任務能夠達成，條例規定各地旅團司令權管陸軍兵力外，亦有指揮地方憲警及地方官員權利。
日軍依其法律，隨後於台北、台中、台南三大地方設立旅團，並在基隆、馬公兩地分設要塞炮兵團。每旅團，基本上是由旅團本部、2個獨立步兵聯隊、旅團砲兵隊、旅團工兵隊等單位構成。其中步兵聯隊又轄三支步兵大隊，每一大隊又由四步兵中隊編成，而每步兵中隊為250人左右。依此略為計算，每獨立旅團兵力約6,500餘人，而該台灣守備旅團總兵力達20,000人。
在火力、 機動力還是兵戰能力上，守備旅團都較原本攻台的近衛師團與第二師團主力部隊薄弱，一般是以靜態守備任務為主。

### 台灣守備混成第1旅團
另稱台北守備混成第1旅團，其管區為中港溪以北至花蓮地區，於1896年的編成包含：
- 台灣守備混成第1旅團司令部：駐守台北
- 台灣守備步兵第1聯隊（兵員來自東京）：駐守拔仔庄、太巴塱、米崙山、蘇澳、紅柴林庄、宜蘭、頭圍、頂雙溪、柑腳城、瑞芳、基隆
- 台灣守備步兵第2聯隊（兵員來自仙臺）：駐守水返腳、錫口、台北、淡水、桃仔園、楊梅壢、新竹
- 台灣守備步兵第9聯隊：駐守台北、新店街、大姑陷
- 台灣守備騎兵第1中隊：駐守台北
- 台灣守備野炮兵第1中隊：駐守台北
- 台灣守備工兵第1中隊：駐守台北
- 衛戍病院：台北、基隆、宜蘭、新竹、淡水、大姑陷、小南碉、里漏

### 台灣守備混成第2旅團
另稱台中守備混成第2旅團，其管區為中港溪以南至鹽水溪以北地區，於1896年的編成包含：
- 台灣守備混成第2旅團司令部：駐守台中
- 台灣守備步兵第3聯隊（兵員來自名古屋）：駐守東勢角、葫蘆墩、埔里社、北港溪、龜仔頭、阿罩霧、台中、牛罵頭、彰化、鹿港
- 台灣守備步兵第4聯隊（兵員來自大阪）：駐守北斗、雲林、林圯埔、刺桐巷、北港、大埔林、嘉義、布袋嘴
- 台灣守備步兵第8聯隊：駐守後龍、苑裡、大甲、大湖街、苗栗、台中
- 台灣守備騎兵第2中隊
- 台灣守備野炮兵第2中隊
- 台灣守備工兵第2中隊
- 衛戍病院：台中、苗栗、彰化、埔里、雲林

### 台灣守備混成第3旅團
另稱台南守備混成第3旅團，其管區為鹽水溪以南及台東、澎湖地區，於1896年的編成包含：
- 台灣守備混成第3旅團司令部：駐守台南
- 台灣守備步兵第5聯隊（兵員來自廣島）：駐守新營庄、噍吧哖、曾文溪、台南、安平、蕃薯寮、阿公店、澎湖島
- 台灣守備步兵第6聯隊（兵員來自熊本）：駐守南仔坑、打狗、鳳山、枋寮、車城、恆春、卑南
- 台灣守備騎兵第3中隊：駐守台南
- 台灣守備野炮兵第3中隊：駐守台南
- 台灣守備工兵第3中隊：駐守台南
- 衛戍病院：鳳山、嘉義、台南、台東、澎湖島、舊台東、恆春

### 要塞炮兵
- 基隆要塞砲兵大隊
- 澎湖島要塞砲兵大隊

## 戰役
守備旅團駐守各地後，開始展開頻繁的軍事活動。在台北旅團方面，主要戰役地點在發生於六氏先生事件台北芝山岩與游擊頻繁的三角湧與大嵙崁數地。在台中旅團，則是於雲林支廳範圍的鐵國山戰役。其中，鐵國山戰役，日臺雙方均有傷亡。而為了剷平台籍游擊軍領袖柯鐵與簡義，台中旅團於雲林斗六街一帶焚燬民房4925戶，並殺害約三百名百姓的雲林事件，導致日本島內輿論嘩然，為此，台灣總督府與日本內閣受到日本本地的多方面質疑。

## 改制編成
1896年6月之後，芝山岩、三角湧、雲林三地的台灣抗日游擊力量迅速被擊敗後，各地混成旅團任務開始以緝捕盜匪為主。
1907年8月，日本軍方、日本政府與台灣總督府在研議後，決定以「統治權漸趨穩定」，「恢復民政」等由撤除三地之守備混成旅團，並將地方治安維護權利全部交還警方。而台灣駐軍於廢止所屬六步兵聯隊之後，將旅團重新縮編成台灣守備隊，兵力則從兩萬人驟降至6400名兵員左右。重編後，僅在台北與台南各設台灣第一及第二守備司令部，兩司令部轄下各擁一聯隊之步兵與山砲中隊，另外則在基隆與馬公各設一要塞重砲隊。
1919年，因應臺灣總督轉為文官，台灣守備隊則再整編為臺灣軍，另派臺灣軍司令官。
除此，以臺灣為名的同類型軍隊，尚有成立於1939年1月31日，由來自台灣軍的波田（波田重一）支隊、飯田（飯田祥二郎）支隊改制重編的台灣混成旅團。以使用毒氣聞名的此旅團則於改編前後參與了中日戰爭的武漢會戰及之後的南洋戰爭。而1939年至1945年間編成的台灣混成旅團雖仍以台灣守備隊為主，但名稱、功能與編制上，均以19世紀末的台灣守備混成旅團大相逕庭，其成員也涵蓋高砂義勇隊和臺籍志願兵。

## 外部連結
- 臺灣守備混成旅團司令部條例 （页面存档备份，存于）, 臺灣總督府報, 數位典藏與數位學習國家型科技計畫 Taiwan e-Learning & Digital Archives Program

| 先前機關： 台灣鎮 | 台灣軍事 1896年-1907年 | 後繼機關： 台灣守備隊 |